# Linyi
Pour les articles homonymes, voir Linyi (homonymie).
Linyi (chinois : 临沂市 ; pinyin : Línyí) est une ville-préfecture du sud de la province du Shandong en Chine.

## Histoire
Le 25 juillet 1668, un séisme d'une magnitude estimée à Ms 8,5 s'est produit juste au nord-est de Linyi, ce qui en fait le plus fort séisme historique dans la Chine de l'Est et l'un des plus forts séismes au monde sur terre. À Linyi, aucune maison n'a été laissée debout et de l'eau noire aurait émergé des fissures du sol qui se sont ouvertes après le séisme.

## Subdivisions administratives
La ville-préfecture de Linyi exerce sa juridiction sur douze subdivisions - trois districts et neuf xian :
- le district de Lanshan - 兰山区 Lánshān Qū ;
- le district de Luozhuang - 罗庄区 Luózhuāng Qū ;
- le district de Hedong - 河东区 Hédōng Qū ;
- le xian de Tancheng - 郯城县 Tánchéng Qū ;
- le xian de Cangshan - 苍山县 Cāngshān Qū ;
- le xian de Junan - 莒南县 Jǔnán Xiàn ;
- le xian de Yishui - 沂水县 Yíshuǐ Xiàn ;
- le xian de Mengyin - 蒙阴县 Méngyīn Xiàn ;
- le xian de Pingyi - 平邑县 Píngyì Xiàn ;
- le xian de Fei - 费县 Fèi Xiàn ;
- le xian de Yinan - 沂南县 Yínán Xiàn ;
- le xian de Linshu - 临沭县 Línshù Xiàn.

## Culte
La ville est le siège du diocèse catholique de Yizhou.

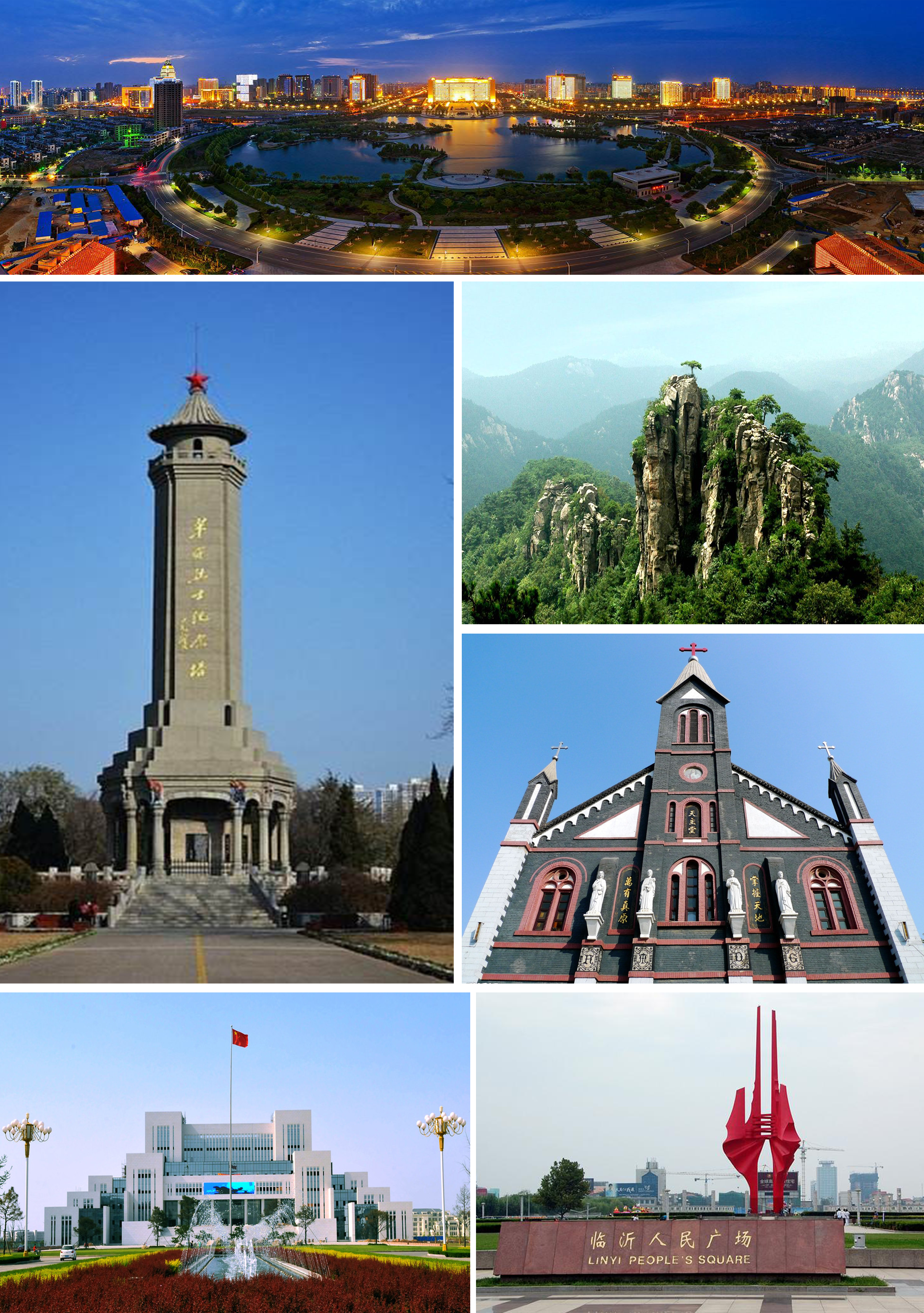
Dans le sens des aiguilles d'une montre à partir du haut : une vue sur les toits de la nouvelle zone de Beicheng, le mont Meng, la cathédrale de Linyi, la place du peuple de Linyi, la bibliothèque de l'université de Linyi et la tour commémorative des martyrs révolutionnaires.

## Personnalités
Chen Guangcheng, Défenseur des droits humains, actuellement arrêté à son domicile, sa fille de 6 ans étant également privée d'accès à son école.